# 木屎
木屎（こくそ）とは、漆に木や繊維のくずを混ぜ合わせた充填剤である。混ぜ物に蒲の穂や地の粉が用いられることもある。木糞、粉糞、刻苧とも表記する。漆芸において、木材の接合部の補強のほか、隙間や節、欠損部分の補修に用いられる。また、仏像の肉付けにも用いられる。
奈良時代においては抹香と麦漆の混合物のことを意味し、乾漆造の木像づくりに用いられた。